# Tebenna gnaphaliella
Tebenna gnaphaliella là một loài bướm đêm thuộc họ Choreutidae. Loài này có ở Florida đến California và phía bắc ít nhất đến New Hampshire.
Sải cánh dài khoảng 10 mm.
Con trưởng thành bay vào tháng 6 và tháng 7. Có lẽ có ít nhất hai thế hệ mỗi năm. Chúng thường được tìm thấy trên hoa các cây thân thảo.
Ấu trùng ăn nhiều loại cây khác nhau (cudweed, everlasting, pussytoes) trước đây đặt trong chi Gnaphalium, bao gồm Pseudognaphalium obtusifolium, Pseudognaphalium helleri, và Helichrysum. Chúng cuốn là cây chủ và là loài gây hại cây trồng.